# Colt Cobra

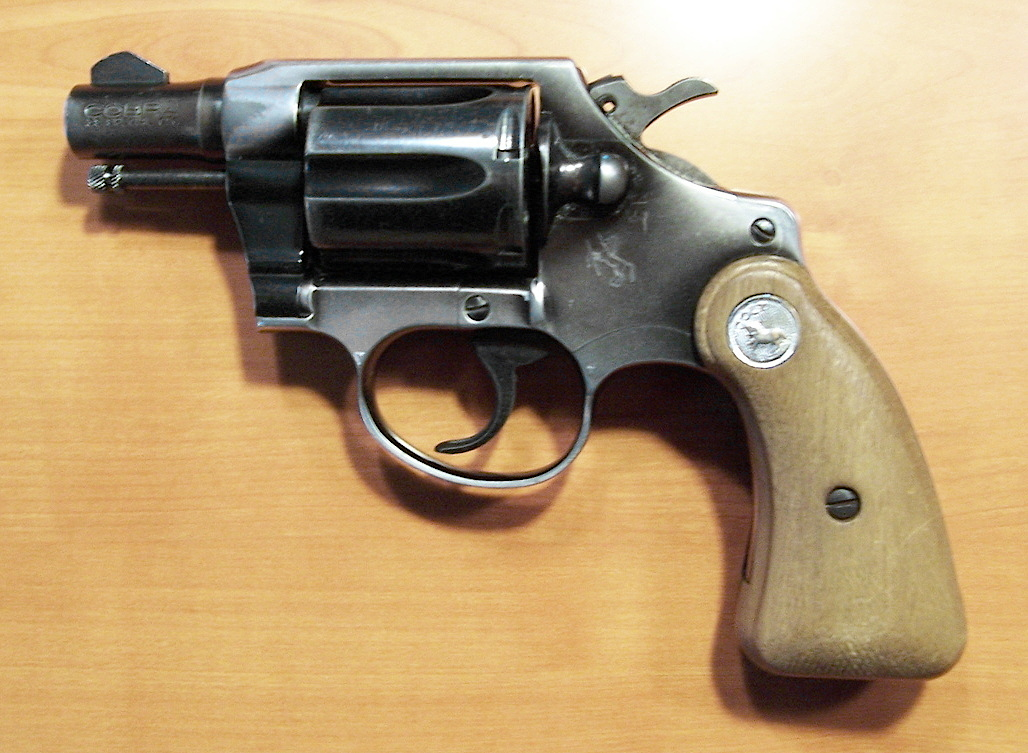
Le Colt Cobra version 1951

Pour les articles homonymes, voir Cobra.

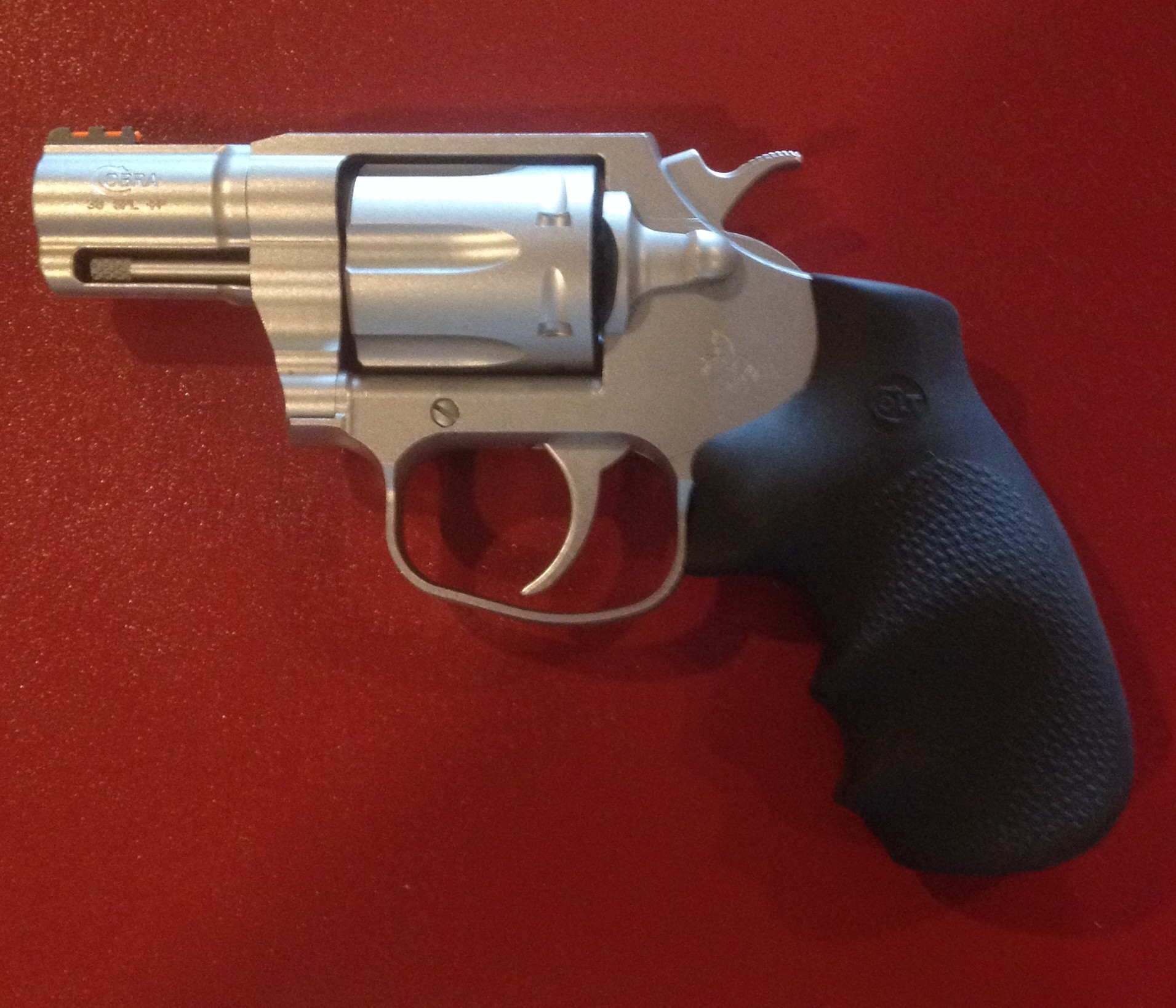
Le Colt Cobra version 2017.

 Le revolver Colt Cobra est une version allégée du Colt Detective Special. Construit avec une carcasse en alliage, il fut produit de 1951 à 1986.  En 2017, la firme US a sorti un nouveau Colt Cobra.

## Fonctionnement
Cette arme de poing très populaire tire en double action. Elle a une carcasse en alliage d'aluminium. Son canon de type léger puis lourd mesure 51 mm (parfois 76 mm). Son barillet basculant à gauche contient 6 cartouches de .38 Special. La tige d'éjection n'est pas protégée avant 1977 puis est carénée par la suite. Le guidon est petit et en forme de maison puis grand et triangulaire.
Le nouveau  Cobra « Stainless », lancé en 2017, reprend la forme de la version de 1977 mais est fabriqué en acier inox et possède un guidon fluorescent. De même, les plaquettes de crosse en élastomère ou en bois compose le Classic Cobra. Enfin, le Night Cobra est un Cobra « Stainless »  ne tirant qu'en double action obligatoire avec une crête de chien arasée (comme sur les Colt FitzGerald Special des années 1930) et reçoit une finition noire mate.

## Données numériques
« Version 1951 »
- Munition : 22 LR, .32 New Police, .38 Colt New Police et .38 Special (le plus courant)
- Longueur totale : variable selon celle du canon, de 17 cm à 22 cm.
- Longueur du canon : 5 cm (la plus courante), 7,6 cm, 10,2 cm
- Masse à vide : de 425  à 480 g en calibre .38 Special
- Barillet : 6 coups

« Version 1977 »
- Munition :.38 Special
- Longueur totale : 17 cm
- Longueur du canon : 5 cm
- Masse à vide : environ 470 g
- Barillet : 6 coups

« Version 2017 »
- Munition :.38 Special
- Longueur totale : 18 cm
- Longueur du canon : 5,3 cm
- Masse à vide : environ 700 g
- Barillet : 6 coups

## Le Colt Cobra dans l'histoire
Le Colt Cobra arma les enquêteurs de la préfecture de Police de Paris dans les années 1960 et 1970. Il servit à Jack Ruby pour abattre Lee Harvey Oswald. Le Colt Cobra était l'arme préférée de Michele Cavataio qui l'a utilisée dans la première guerre mafieuse. Enfin, le légendaire producteur de musique Phil Spector a tué l'actrice Lana Clarkson avec une arme de ce type, en 2003.

## Le Colt Cobra dans la culture populaire
C'est l'arme favorite des héros d'Auguste Le Breton dans les romans policiers consacrés à la Brigade antigangs. 
De même le lieutenant-détective Frank Ballinger (joué par Lee Marvin), de la police de Chicago, portait une paire de Colt Cobra dans la série M Squad.

## Sources
- Yves Louis Cadiou, Les Colt (2): revolvers à cartouches métalliques, Éditions du Portail, 1995.
- Raymond Caranta, L'Aristocratie du Pistolet, Crépin-Leblond, 1997
- Lucien Sérandour, Les Armes de poing modernes, Balland, 1970
- Test du Cobra « Stainless » parwww.essai-armes.fr en 2019 (vidéo reprise sur YouTube)
- Martin J. Dougherty, Armes à feu : encyclopédie visuelle, Elcy éditions, 304 p. (ISBN 9782753205215), p. 90.

## Liens Internet
- Catalogue Colt 2020